# Хиксон, Сидней Джон
Сидней (Сидни) Джон Хиксон (англ. Sydney J. Hickson; 1859—1940) — английский зоолог; член Лондонского королевского общества.

## Биография
Сидни Джон Хиксон родился 25 июня 1859 году в Кембридже. Изучал медицину и естественные науки в университете и госпитале Святого Варфоломея в Лондоне, а затем в Кембридже.

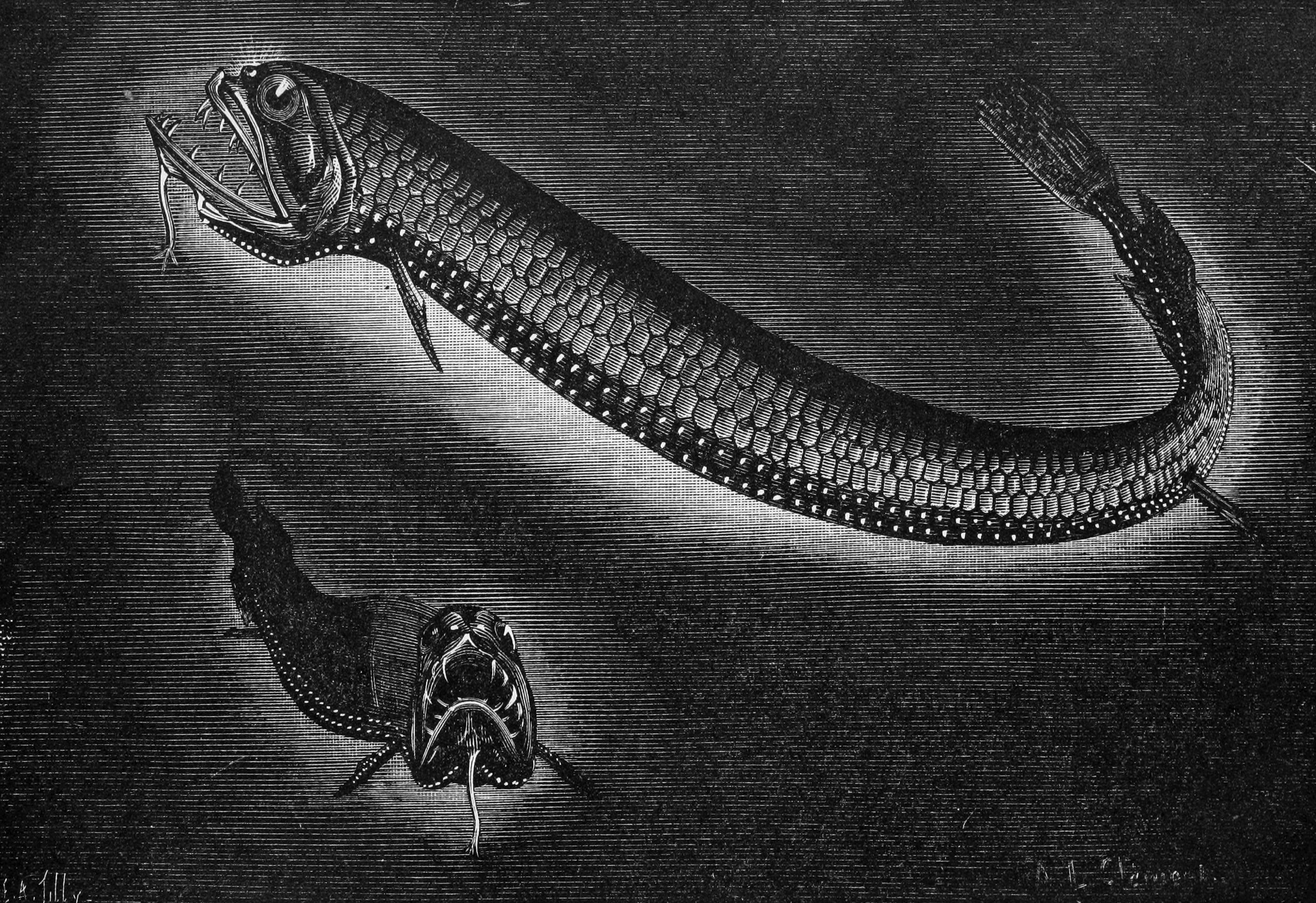
Stomias boa (рисунок Хиксона)

По окончании обучения Хиксон преподавал сравнительную анатомию сначала в качестве лектора, а затем — профессора в Оксфордском университете, затем в университете родного города.
С 1894 года Сидней Джон Хиксон состоял профессором зоологии в Университете Манчестера.
С 1885 по 1886 год учёный путешествовал по Малайскому архипелагу для изучения коралловых рифов, а с 1889 по 1890 год работал в Канаде.
Хиксон поместил большое число печатных трудов зоологического содержания в изданиях: «Royal Society of Natural History», a кроме этого написал следующие книги: «А Naturalist in N. Celebes» (Лондон, 1889); «Fauna of the Deep Sea» (Лондон, 1894); «Story of Life, in the Seas» (Лондон, 1897).
Заслуги учёного были отмечены принятием его в члены Лондонского королевского общества.
Сидней Джон Хиксон умер 6 февраля 1940 года.